# Los Hermanos Rosario
Los Hermanos Rosario es una de las agrupaciones de merengue más emblemáticas de la República Dominicana fundada en 1978.

## Historia
Se formó el 1 de mayo de 1978. En esa ocasión Santo Hernández era su bailarín principal desde el 78 hasta 83 cuando se retiró para seguir sus estudios, 7 hermanos debutaron ante las autoridades municipales de la Villa Salvaleón de Higüey, ciudad situada en el extremo de la zona este de República Dominicana, en un acto en donde se celebraba el Día del Trabajo. 
A partir de este momento, Los Hermanos Rosario iniciaron un proceso de crecimiento y esfuerzos en busca del éxito artístico, desarrollando sus actividades inicialmente en su pueblo natal y en algunas ciudades de la zona este del país, siendo un paso importante en esta etapa, el período en el cual fueron contratados por el maestro Chiquitín Payán para amenizar las actividades del Hotel Romana en Casa de Campo. 
Para el año 1980, Los Hermanos Rosario, que ya habían grabado su primer sencillo titulado "María Guayando", el cual captó rápidamente la atención del público, deciden trasladarse a la ciudad capital, y lanzan su primera producción discográfica creando éxitos como "Las Locas", el cual ocupó los primeros lugares en todos los hits parades, " María Guayando", "Vengo Acabando", "Bonifacio" que popularmente se conoce como "El Lápiz", entre otros. 
Esta etapa de consolidación como grupo merenguero que impacta se vio limitada en el año 1983, cuando en un confuso y lamentable incidente, fallece el líder, pianista y director musical, Pepe Rosario. Esta situación obligó a los Hermanos Rosario a paralizar las actividades por un tiempo, llegando incluso a incubar la idea de abandonarlo todo y regresar a su lar nativo. 
Los Hermanos Rosario, luego de la pérdida irreparable de su hermano, mentor y guía, logran posicionarse en lo más alto de la escena artística dominicana. En el año 1987, lanzan al mercado una nueva producción musical titulada “Acabando “ la cual contiene éxitos tales como: “Borrón y Cuenta Nueva“, “Adolescente“ “La Luna Coqueta“ entre otros. 
Una carrera de éxitos se inicia, y Los Rosario continúan ascendiendo de popularidad. Producciones musicales como Otra Vez, Fuera de Serie, e Insuperables, consagran a esta agrupación musical como la orquesta más popular de la República Dominicana, con temas como "Rubia de Fuego", "Ingrata", "Mi Tonto Amor", "Bomba", "Cumandé", "Loquito Por Ti", "Dime", "Esa Morena", "Bríndame Una Copa", "Desde Que la Ví", "Mil Horas" y "Pecadora", este último, incluido en la banda sonora de la película Tacones lejanos del destacado director español Pedro Almodóvar. 
Luego de estos éxitos, Los Hermanos Rosario editan en el año 1993 su producción “Los Mundialmente Sabrosos“. El primer corte promocional de este disco “Amor, Amor“ logró colocarse en el primer lugar de las carteleras tropicales de Estados Unidos, Puerto Rico, Santo Domingo, Centroamérica, Venezuela y Colombia. Con este tema logran ubicarse por primera vez en la prestigiosa revista Billboard. Con el segundo corte de esta producción, titulado "Morena Ven", Los Rosario logran convertirse en la primera agrupación dentro del género Merengue, que se sitúa en los 10 primeros lugares de la Revista Billboard (Logro hasta ese momento solo alcanzado por Juan Luis Guerra). Ese tema consolida a Los Rosario como la orquesta dominicana más cotizada y popular en el exterior. "El Desdichado", "Ay, Que Mujer", "Esclavo de Tu Amor" y "Buena Suerte" conforman la lista de temas que también fueron éxitos de esta producción. 
En el año 1995 Los Hermanos Rosario lanzan al mercado la que sería la producción más exitosa de toda su carrera hasta la fecha, "Los dueños del Swing. Este disco, con su éxito «La dueña del Swing», se colocó en los primeros lugares de todos los hits parades latinos. Este disco fue premiado por la prestigiosa revista Billboard como Álbum de Música Tropical del año, y "La Dueña del Swing", se convirtió en uno de los merengues más difundidos en toda la historia, siendo referente obligado en todas las discotecas de música latina del mundo. Conjuntamente con La Dueña del Swing, el tema "Un Día en Nueva York" se convirtió en todo un suceso, lo propio sucedió con "La Cleptómana", "Video Clip" , " Caramelo", " Las Mujeres Calientes", "Oleila", "Ay, Que Soledad" y "Mujer Prohibida". 
Posteriormente a Los Dueños del Swing, Los Rosario editaron los discos Y es Fácil! (1997), Bomba 2000 (1999) y Swing a Domicilio (2002), con los cuales continuaron una trayectoria de éxitos indetenible con temas que han sido verdaderos sucesos musicales como: "El Rompecintura", "El Fin de Semana" , "Siento", "Ya Me Liberé", "A Tu Recuerdo", "A Mi Me Gusta". 
Discos de Oro, de Platino y Doble Platino de sus producciones Otra Vez, Fuera de Serie, Insuperables, Los Mundialmente Sabrosos, Los Dueños del Swing, Y es Fácil!, confirman el posicionamiento de Los Rosario, como uno de los grupos de merengue de más altos niveles de ventas. Es por ello que la Recording Industry Association of America ( Asociación de Industrias de la Grabación de los Estados Unidos ) les extendió un reconocimiento por las Ventas Certificadas de sus producciones Los Mundialmente Sabrosos, Los Dueños del Swing, así como también Y es Fácil. 
Durante su carrera Los Rosario han llevado su música por toda Latinoamérica y Europa. El Carnegie Hall, Madison Square Garden, Lincoln Center, Radio City Music Hall, El Poliedro de Venezuela, Festival Latinoamericano de Milán, Festival de Roma, London, Madrid, Ámsterdam, Bruselas, Zúrich, Berlín, son solo algunos lugares y capitales del mundo donde han actuado Los Bomba Rosario. En Colombia han sido premiados en múltiples ocasiones con los famosos Congos de Oro de los Carnavales de Barranquilla, llegando a ganar en una ocasión El Super Congo de Oro. En Puerto Rico se generó una verdadera fiebre con su música, siendo motivo de inspiración para muchos intérpretes de merengues de la vecina Isla, que encontraron en Los Rosario, el norte a seguir para desarrollar sus carreras siguiendo la línea del famoso Merengue Bomba. Las Islas Canarias se rindieron a sus pies, y junto a Andy Montañez, esta agrupación musical posee el récord de más personas frente a una tarima en estos Carnavales, el cual fue certificado por el Libro de récords Guinness. 
Luego de un alejamiento involuntario de los estudios de grabación, por un litigio judicial con su antigua casa discográfica Karen Records, que los mantuvo sin un disco nuevo por espacio de 5 años, Los Hermanos Rosario regresan por sus fueros con su nueva producción musical titulada Aura, la cual sale al mercado bajo el sello de J & N Records con distribución para USA y Puerto Rico de Sony BMG Music Entertainment.

## Discografía
- ¡Vienen Acabando! (1980)
- Vol. 1 (1983)
- Vol. 2 (1984)
- Vol. 3 (1985)
- Acabando! (1987)
- Otra Vez! (1988)
- Lo Mejor de los Hermanos Rosario (1988)
- Fuera de Serie (1990)
- Insuperables (1991)
- Los Mundialmente Sabrosos (1993)
- 14 Éxitos Impresionantes (1993)
- Juntos Con Sus Éxitos (1994)
- Los Dueños del Swing (1995)
- Y Es Fácil! (1997)
- El Disco de Oro (1997)
- La Historia Musical Rosario (con Toño Rosario) (1998)
- Bomba 2000 (1999)
- 20 Aniversario (2001)
- Swing a Domicilio (2002)
- Grandes Éxitos (2003)
- Antología Musical (2006)
- Aura (2007)
- CD Económico de Santo Domingo (2007)
- La Bomba (2007)

## Congos de Oro
Otorgado en el Festival de Orquestas del Carnaval de Barranquilla:
| Año  | Trabajo nominado     | Categoría         | Resultado |
| ---- | -------------------- | ----------------- | --------- |
| 1991 | Los Hermanos Rosario | SuperCongo de Oro | Ganador   |